# Åsa Gradin Christoffersson
Åsa Gradin Christoffersson, född 1954 i Boxholm, är en svensk journalist och kulturskribent.

## Biografi
Christoffersson  avlade fil kand i Lund med filosofi som huvudämne 1977 och Journalisthögskolan i Stockholm 1981.
Christoffersson var kulturredaktör, redaktionschef och reporter vid Östgöta Correspondenten 1981–2017. Sedan 2018 är hon krönikör i Östgöta Correspondenten och litteraturrecensent i Upsala Nya Tidning och Ostmedia.
Christoffersson har skrivit krönikor och gjort reportageresor till Östeuropa under 1990-talet i samarbete med fotografen Bernt-Ola Falck. Exempelvis ”Vardag i Novgorod” 1991, ”Novgorod tre år senare” 1994, ”Livet vänder åter i Sarajevo” 1996 och ”Möten i Moskva” 1998.
Som kulturredaktör ledde Christoffersson Bokens dag i Linköping i 13 år.
Christoffersson är dotter till tecknaren Elisabeth Kugelberg Christoffersson och civiljägmästaren Lennart Christoffersson. Hon är bosatt i Linköping i Östergötland och Norra Råda i Värmland. Hon är gift med juristen Anders Gradin, född 1948.

## Utmärkelser
- 2014 – Biskop e m Martin Lönnebos kulturpris.
- 2018 – Linköpings kommuns honnörsstipendium för mångårig kulturell gärning.